# Volkert van der Graaf
Volkert van der Graaf (nacido el 9 de julio de 1969) asesino confeso del político neerlandés Pim Fortuyn. Aunque Van der Graaf a menudo se describe como defensor de los derechos de los animales, confesó en el tribunal el asesinato de Fortuyn, con él se pondría fin a la orientación de "la debilidad de los sectores de la sociedad para anotar puntos" en la búsqueda de poder político.

## Vida familiar y educación
Van der Graaf nació en Middelburg, en la provincia de Zelanda. Para cuando asistía a la universidad en Wageningen, se había hecho vegano y defensor de los derechos de los animales. Al momento del asesinato, vivía con su novia y su hija recién nacida en Harderwijk.

## Carrera
Van der Graaf trabajó para la organización medioambiental Vereniging Milieu Offensief en Wageningen, la cual había cofundado en 1992. Su labor consistía en denunciar ante la justicia a los infractores de las normativas medioambientales. Se centraba especialmente en cuestionar las prácticas de la ganadería intensiva y la cría de animales para la industria peletera. Se decía que estaba muy motivado, trabajando más de los cuatro días por semana establecidos en su contrato. Tenía éxito en los litigios, ganando aproximadamente tres de cada cuatro casos.

## Asesinato de Pym Fortuyn

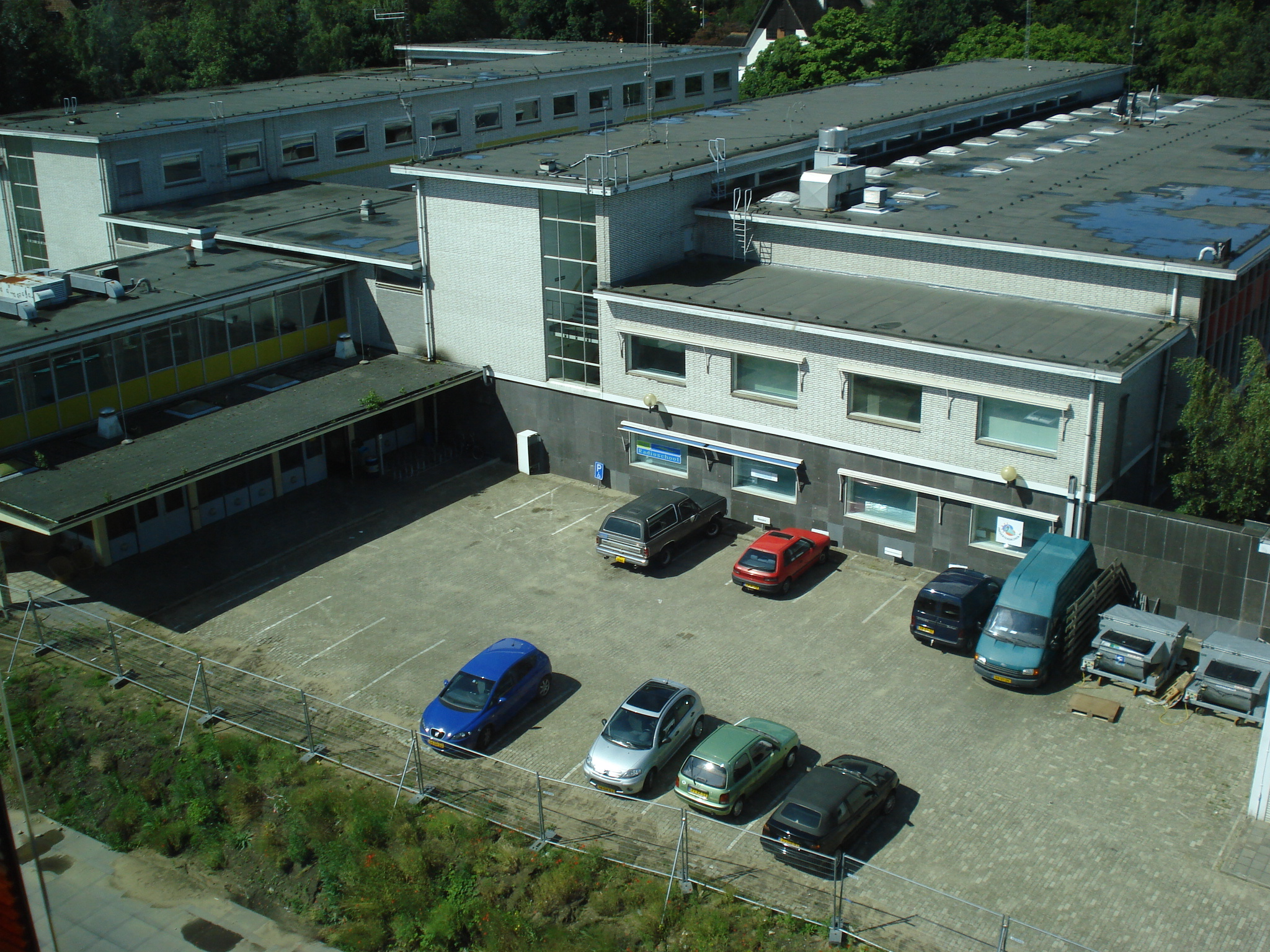
El Media Park en Hilversum, lugar del asesinato de Pim Fortuyn.

Fortuyn salió poco después de las 18:00 horas de los estudios de Radio 3FM en el Media Park de Hilversum, donde momentos antes había concedido entrevistas en nombre de su partido LPF en el programa de radio Ruuddewild.nl. La última persona que lo entrevistó fue Filemon Wesselink, quien en ese momento realizaba prácticas en BNN. Fortuyn fue tiroteado mientras se dirigía a su auto junto con Ruud de Wild. En ese momento, la productora Merel van Dijk se les unió para entregarle una caja de vino que había olvidado.
Van der Graaf estaba escondido detrás de un automóvil y observaba por debajo del vehículo cuando vio salir a Fortuyn. Luego se acercó a él caminando tranquilamente para no levantar sospechas, mientras mantenía el arma oculta en el bolsillo derecho de su abrigo. Rodeó a Fortuyn y abrió fuego por la espalda. Primero apuntó al torso y luego a la cabeza. Cuando Fortuyn cayó de rodillas hacia atrás, disparó de nuevo. En total realizó cinco disparos. Un sexto disparo se efectuó accidentalmente y alcanzó el suelo o el automóvil de Fortuyn cuando se dio vuelta para huir. El arma estaba cubierta superficialmente con una bolsa de plástico, a través de la cual van der Graaf disparó usando ambas manos.
Entre los testigos presenciales se encontraban, entre otros, Hans Smolders, Fieroes Zeroual, Albert de Booij y Jeroen Kijk in de Vegte, quien observaba el estacionamiento desde el estudio. Una agente de seguridad sostuvo la mano de Fortuyn mientras luchaba por su vida.Los intentos de reanimación fueron en vano; Fortuyn falleció poco después del atentado. Tenía 54 años.
Van der Graaf fue arrestado poco después, a pocas calles de distancia, en una estación de servicio cercana, por dos agentes, tras haber sido perseguido por Hans Smolders, quien ese día actuaba como chofer ocasional de Fortuyn.Como motivo del asesinato, Van der Graaf declaró que consideraba a Fortuyn un peligro cada vez mayor para los grupos vulnerables de la sociedad.Para evitar ser reconocido ese día, había comprado especialmente para el atentado una gorra azul, llevaba gafas de sol y se había quitado los pendientes. Además, se había puesto guantes de látex para no dejar huellas dactilares. Como consideraba que su barba incipiente llamaba demasiado la atención, ese mismo día se había afeitado en un aparcamiento junto a la autopista A12.

## Juicio
Durante el juicio en marzo y abril de 2003, Van der Graaf confesó el atentado contra Fortuyn. Alegó como motivo que veía en Fortuyn un peligro creciente para la sociedad, especialmente para grupos vulnerables como solicitantes de asilo, musulmanes y personas con prestaciones por incapacidad laboral, según la declaración del Ministerio Público:
Para el acusado, se trataba de la combinación de las ideas políticas generales y estigmatizantes de Fortuyn, la forma polarizadora en que las presentaba públicamente y el gran poder político que Fortuyn amenazaba con obtener. No vio otra manera de detener ese peligro que acabando con la vida de Fortuyn.
También otros, además del Ministerio Público, hicieron referencia al pasado activista por los derechos de los animales de van der Graaf. En especial el escritor Tomas Ross y el periodista de investigación Peter Siebelt mencionaron una cita del informe de la comisión Van den Haak, que había investigado la seguridad de Fortuyn. La cita proviene de una conversación telefónica intervenida por la AIVD el 8 de enero de 2002, cuando Fortuyn aún era líder de lista de Leefbaar Nederland. En esa conversación, un activista medioambiental dijo: “¡Él (Fortuyn) debe morir!” Tras ser advertido de que estaban siendo escuchados, el hablante se corrigió y dijo: “Quiero decir, por supuesto, silenciarlo”.
El fiscal Koos Plooij solicitó una pena de cadena perpetua. Según expertos en derecho penal, una condena a perpetuidad habría sido un caso único, ya que se trataba de un asesinato simple cometido por un autor sin antecedentes penales. El fiscal formuló su petición porque, según él, el atentado no solo afectaba a la persona de Fortuyn, sino también a la democracia neerlandesa: Fortuyn era un político destacado y el atentado tuvo lugar poco antes de las elecciones para la Cámara de Representantes.Además, Van der Graaf mostró escaso arrepentimiento por su acto.
Como las pruebas en su contra eran abrumadoras y él mismo confesó el asesinato, sus abogados se centraron principalmente en la determinación de la pena. Argumentaron que un motivo político no debía ser motivo para agravar la condena —de ser así, otros motivos podrían considerarse atenuantes, lo cual sería indeseable—.Sin embargo, el fiscal sostuvo que no podía hablarse de un motivo político, ya que el acusado nunca había mostrado abiertamente interés por cuestiones políticas.
El 15 de abril de 2003, el tribunal condenó a van der Graaf a 18 años de prisión.Según los jueces, la vulneración del proceso democrático no fue lo suficientemente grave y el riesgo de reincidencia era demasiado bajo como para justificar una pena de cadena perpetua. En este último aspecto, el tribunal se basó en el informe psiquiátrico. Los hechos que sí pesaron considerablemente para el tribunal fueron la “forma brutal” en que se cometió el asesinato y el hecho de que el orden jurídico se vio gravemente alterado.Van der Graaf fue condenado no solo por asesinato, sino también por posesión ilegal de armas (del arma homicida) y por amenazar a Hans Smolders, el chofer de Fortuyn, quien lo persiguió tras el atentado.

### Apelación
Tanto Van der Graaf como el Ministerio Público apelaron la sentencia respecto a la duración de la pena. El Tribunal de Apelación de Ámsterdam lo condenó nuevamente a dieciocho años de prisión.

## Liberación
Van der Graaf fue puesto en libertad condicional el 2 de mayo de 2014, tras haber cumplido dos tercios de su condena, como exige la ley neerlandesa.Las condiciones de su libertad condicional fueron: presentarse semanalmente ante el servicio de libertad condicional; prohibición de visitar los lugares de residencia de los familiares de la víctima o las zonas municipales de Róterdam, Hilversum y La Haya; control de ubicación mediante un brazalete electrónico con GPS; prohibición de contactar a los familiares de Fortuyn; prohibición de comunicarse con los medios de comunicación; y obligación de asistir a reuniones con un psicólogo o psiquiatra.Posteriormente se instaló en Apeldoorn.En Róterdam se organizó una protesta pública contra su liberación, encabezada por antiguos políticos del LPF, entre ellos Hans Smolders, y miembros de la familia de Fortuyn.
En julio de 2014, su abogado Stijn Franken inició un proceso legal contra las condiciones de la libertad condicional. Van der Graaf estaba interesado en convertirse en asesor jurídico y consideraba que la restricción de visitar La Haya era injustificada, dado que allí tienen sede muchas organizaciones legales. También alegó que la prohibición de comunicarse con la prensa violaba la libertad de expresión y que esa y otras restricciones eran innecesarias, ya que los expertos habían determinado que el riesgo de reincidencia era extremadamente bajo. Tuvo un éxito parcial, pues se eliminaron las restricciones de viaje y el uso del brazalete electrónico, aunque se mantuvo la prohibición de contacto con los medios “para evitar disturbios sociales innecesarios”.El gobierno apeló la decisión, pero esta fue confirmada.
En 2017, Van der Graaf enfrentó otro proceso judicial en el que el fiscal solicitó que fuera devuelto a prisión por un año por no haber respondido adecuadamente a las preguntas durante las reuniones de libertad condicional. Sin embargo, el 6 de febrero de 2017, el tribunal determinó que había cumplido suficientemente con los requisitos de su libertad condicional al presentarse a las reuniones.
En 2018, Van der Graaf volvió a emprender acciones legales contra el gobierno debido a las condiciones de su libertad condicional, alegando que las audiencias de libertad condicional le impedían emigrar. El tribunal falló a su favor y se retiró la apelación tras llegar a un nuevo acuerdo: Van der Graaf debía reportarse por correo electrónico una vez cada dos meses, hasta abril de 2020.En mayo de 2019, seguía residiendo en Apeldoorn.
Su libertad condicional expiró el 30 de abril de 2020, quedando liberado de las restricciones restantes.